# 納拉亞尼專區

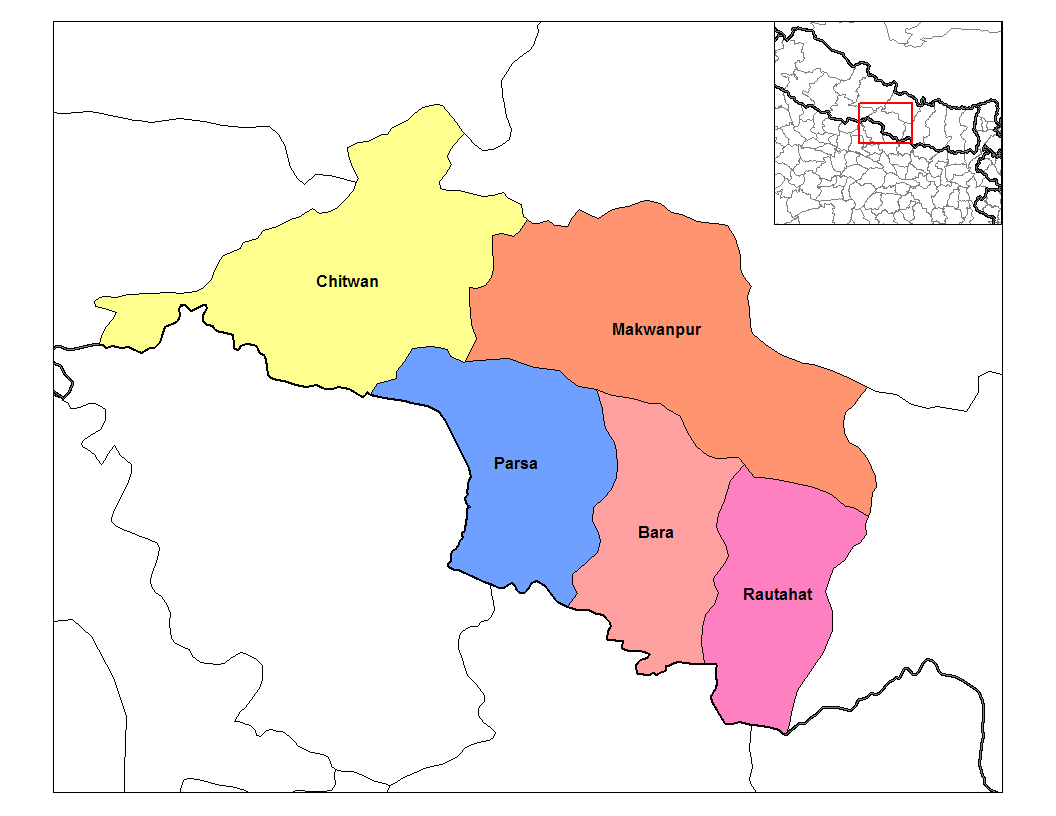

納拉亞尼專區是尼泊爾的十四個行政專區之一，位於該國中南部，首府黑道達，北接甘達基專區和巴格馬蒂專區，東臨賈納克布爾專區，南毗印度，西鄰藍毗尼專區，下分5個縣，面積8,313平方公里，2001年人口2,466,138。
27°25′N 85°00′E / 27.417°N 85.000°E